# Großer Preis der USA West 1976
Der Große Preis der USA West 1976 (offiziell II Grand Prix of Long Beach) fand am 28. März auf dem Long Beach Grand Prix Circuit in Long Beach statt und war das dritte Rennen der Automobil-Weltmeisterschaft 1976.

## Berichte

### Hintergrund
Das nicht zur Weltmeisterschaft zählende Race of Champions in Brands Hatch, welches am Wochenende nach dem Großen Preis von Südafrika ausgetragen wurde, hatte James Hunt für sich entschieden. Direkt im Anschluss daran wurden die Fahrzeuge nach Kalifornien transportiert, wo zwei Wochen später erstmals ein Formel-1-Rennen mit WM-Status auf dem Stadtkurs von Long Beach stattfinden sollte. Da auch der traditionelle US-Grand-Prix in Watkins Glen weiterhin im Rennkalender stand, wurde fortan zwischen dem Großen Preis der USA Ost und dem Großen Preis der USA West unterschieden, wobei Letzterer die offizielle Bezeichnung „Grand Prix of Long Beach“ erhielt.
Alan Jones, der in Brands Hatch für das Team Surtees den zweiten Platz erreicht hatte, wurde fortan auch bei WM-Läufen als zweiter Werksfahrer neben Brett Lunger eingesetzt. March setzte einen vierten Werkswagen für Arturo Merzario ein, der die finanzielle Unterstützung eines eigenen Hauptsponsors mitbrachte. Auch die beiden Werkswagen von Hans-Joachim Stuck und Ronnie Peterson gingen in den Farben eines neuen Sponsors an den Start, ebenso wie der Ensign von Chris Amon sowie der Parnelli von Mario Andretti. Das Team Shadow musste hingegen auf die Unterstützung eines nur beim Südafrika-GP kurzfristig eingesprungenen Sponsors verzichten und trat daher in neutraler schwarzer Lackierung an.

### Training
Das Training war durch mehrere größtenteils harmlose Einschläge in die Betonmauern, die die Strecke begrenzten, gekennzeichnet. Zudem gab es mehrere technischen Defekte im Bereich der Fahrwerke, die durch die Unebenheit des Straßenbelags hervorgerufen wurden.
Der in der laufenden Saison bislang punktelose Clay Regazzoni zeigte die beste Trainingsleistung und sicherte sich somit die Pole-Position vor Patrick Depailler, Hunt und Niki Lauda. Tom Pryce und Peterson bildeten die dritte Startreihe vor Jean-Pierre Jarier und Brambilla.
Da nur 20 Fahrzeuge zum Rennen zugelassen wurden, scheiterten sieben Fahrer an der Qualifikationshürde, darunter namhafte Piloten wie Jacky Ickx und Merzario.

### Rennen
Während Regazzoni von der Pole-Position aus die Führung vor Depailler und Hunt übernahm und sie durchgängig bis ins Ziel halten konnte, kollidierten Carlos Reutemann und Vittorio Brambilla in der ersten Kurve und schieden aus. Dadurch sowie durch einen Aufhängungsschaden an Gunnar Nilssons Lotus 77 reduzierte sich das Teilnehmerfeld bereits in der ersten Runde auf 17 Fahrzeuge.
In der dritten Runde kollidierten Hunt und Depailler. Nur der Franzose konnte das Rennen daraufhin fortsetzen. Lauda gelangte dadurch auf den zweiten Rang. Wenig später fiel Depailler wegen eines Drehers bis auf den siebten Rang zurück. Im Laufe der folgenden Runden kämpfte er sich jedoch wieder bis auf den dritten Rang nach vorn, was jedoch auch durch die technisch bedingten Ausfälle von Pryce und Jody Scheckter begünstigt wurde.
Einen starken Eindruck hinterließ Jacques Laffite, der in Runde 47 den vierten Platz einnahm und diesen bis zum Ende des Rennens gegen Jarier und Jochen Mass verteidigte. Dies bedeutete das erste Punkteresultat für das Ligier-Werksteam. Ebenso konnte Emerson Fittipaldi mit Rang sechs den ersten Zähler für das Copersucar-Team erzielen, welches er gemeinsam mit seinem Bruder Wilson betrieb.

## Meldeliste
| Team                        | Nr. | Fahrer             | Chassis         | Motor                     | Reifen |
| --------------------------- | --- | ------------------ | --------------- | ------------------------- | ------ |
| Scuderia Ferrari SpA SEFAC  | 01  | Niki Lauda         | Ferrari 312T    | Ferrari 015 3.0 F12       | G      |
| Scuderia Ferrari SpA SEFAC  | 02  | Clay Regazzoni     | Ferrari 312T    | Ferrari 015 3.0 F12       | G      |
| Elf Team Tyrrell            | 03  | Jody Scheckter     | Tyrrell 007     | Ford Cosworth DFV 3.0 V8  | G      |
| Elf Team Tyrrell            | 04  | Patrick Depailler  | Tyrrell 007     | Ford Cosworth DFV 3.0 V8  | G      |
| John Player Team Lotus      | 05  | Bob Evans          | Lotus 77        | Ford Cosworth DFV 3.0 V8  | G      |
| John Player Team Lotus      | 06  | Gunnar Nilsson     | Lotus 77        | Ford Cosworth DFV 3.0 V8  | G      |
| Martini Racing              | 07  | Carlos Reutemann   | Brabham BT45    | Alfa Romeo 115-12 3.0 F12 | G      |
| Martini Racing              | 08  | Carlos Pace        | Brabham BT45    | Alfa Romeo 115-12 3.0 F12 | G      |
| Beta Team March             | 09  | Vittorio Brambilla | March 761       | Ford Cosworth DFV 3.0 V8  | G      |
| March Engineering           | 10  | Ronnie Peterson    | March 761       | Ford Cosworth DFV 3.0 V8  | G      |
| March Engineering           | 34  | Hans-Joachim Stuck | March 761       | Ford Cosworth DFV 3.0 V8  | G      |
| Ovoro Team March            | 35  | Arturo Merzario    | March 761       | Ford Cosworth DFV 3.0 V8  | G      |
| Marlboro Team McLaren       | 11  | James Hunt         | McLaren M23     | Ford Cosworth DFV 3.0 V8  | G      |
| Marlboro Team McLaren       | 12  | Jochen Mass        | McLaren M23     | Ford Cosworth DFV 3.0 V8  | G      |
| Shadow Racing Team          | 16  | Tom Pryce          | Shadow DN5B     | Ford Cosworth DFV 3.0 V8  | G      |
| Shadow Racing Team          | 17  | Jean-Pierre Jarier | Shadow DN5B     | Ford Cosworth DFV 3.0 V8  | G      |
| Team Surtees                | 18  | Brett Lunger       | Surtees TS19    | Ford Cosworth DFV 3.0 V8  | G      |
| Team Surtees                | 19  | Alan Jones         | Surtees TS19    | Ford Cosworth DFV 3.0 V8  | G      |
| Frank Williams Racing Cars  | 20  | Jacky Ickx         | Williams FW05   | Ford Cosworth DFV 3.0 V8  | G      |
| Frank Williams Racing Cars  | 21  | Michel Leclère     | Williams FW05   | Ford Cosworth DFV 3.0 V8  | G      |
| Team Ensign                 | 22  | Chris Amon         | Ensign N174     | Ford Cosworth DFV 3.0 V8  | G      |
| Hesketh Racing              | 24  | Harald Ertl        | Hesketh 308D    | Ford Cosworth DFV 3.0 V8  | G      |
| Ligier Gitanes              | 26  | Jacques Laffite    | Ligier JS5      | Matra MS73 3.0 V12        | G      |
| Vel’s Parnelli Jones Racing | 27  | Mario Andretti     | Parnelli VPJ4   | Ford Cosworth DFV 3.0 V8  | G      |
| Citibank Team Penske        | 28  | John Watson        | Penske PC3      | Ford Cosworth DFV 3.0 V8  | G      |
| Copersucar-Fittipaldi       | 30  | Emerson Fittipaldi | Copersucar FD04 | Ford Cosworth DFV 3.0 V8  | G      |
| Copersucar-Fittipaldi       | 31  | Ingo Hoffmann      | Copersucar FD04 | Ford Cosworth DFV 3.0 V8  | G      |

## Klassifikationen

### Startaufstellung
| Pos. | Fahrer             | Konstrukteur       | Zeit     | Ø-Geschwindigkeit | Start |
| ---- | ------------------ | ------------------ | -------- | ----------------- | ----- |
| 01   | Clay Regazzoni     | Ferrari            | 1:23,099 | 140,839 km/h      | 01    |
| 02   | Patrick Depailler  | Tyrrell-Ford       | 1:23,292 | 140,513 km/h      | 02    |
| 03   | James Hunt         | McLaren-Ford       | 1:23,420 | 140,297 km/h      | 03    |
| 04   | Niki Lauda         | Ferrari            | 1:23,647 | 139,917 km/h      | 04    |
| 05   | Tom Pryce          | Shadow-Ford        | 1:23,677 | 139,866 km/h      | 05    |
| 06   | Ronnie Peterson    | March-Ford         | 1:24,157 | 139,069 km/h      | 06    |
| 07   | Jean-Pierre Jarier | Shadow-Ford        | 1:24,163 | 139,059 km/h      | 07    |
| 08   | Vittorio Brambilla | March-Ford         | 1:24,168 | 139,050 km/h      | 08    |
| 09   | John Watson        | Penske-Ford        | 1:24,170 | 139,047 km/h      | 09    |
| 10   | Carlos Reutemann   | Brabham-Alfa Romeo | 1:24,265 | 138,890 km/h      | 10    |
| 11   | Jody Scheckter     | Tyrrell-Ford       | 1:24,344 | 138,760 km/h      | 11    |
| 12   | Jacques Laffite    | Ligier-Matra       | 1:24,442 | 138,599 km/h      | 12    |
| 13   | Carlos Pace        | Brabham-Alfa Romeo | 1:24,472 | 138,550 km/h      | 13    |
| 14   | Jochen Mass        | McLaren-Ford       | 1:24,541 | 138,437 km/h      | 14    |
| 15   | Mario Andretti     | Parnelli-Ford      | 1:24,566 | 138,396 km/h      | 15    |
| 16   | Emerson Fittipaldi | Copersucar-Ford    | 1:24,779 | 138,048 km/h      | 16    |
| 17   | Chris Amon         | Ensign-Ford        | 1:24,803 | 138,009 km/h      | 17    |
| 18   | Hans-Joachim Stuck | March-Ford         | 1:25,122 | 137,492 km/h      | 18    |
| 19   | Alan Jones         | Surtees-Ford       | 1:25,214 | 137,344 km/h      | 19    |
| 20   | Gunnar Nilsson     | Lotus-Ford         | 1:25,277 | 137,242 km/h      | 20    |
| DNQ  | Michel Leclère     | Williams-Ford      | 1:25,436 | 136,987 km/h      | –     |
| DNQ  | Ingo Hoffmann      | Copersucar-Ford    | 1:25,557 | 136,793 km/h      | –     |
| DNQ  | Arturo Merzario    | March-Ford         | 1:25,737 | 136,506 km/h      | –     |
| DNQ  | Bob Evans          | Lotus-Ford         | 1:25,890 | 136,263 km/h      | –     |
| DNQ  | Jacky Ickx         | Williams-Ford      | 1:26,528 | 135,258 km/h      | –     |
| DNQ  | Harald Ertl        | Hesketh-Ford       | 1:26,824 | 134,797 km/h      | –     |
| DNQ  | Brett Lunger       | Surtees-Ford       | 1:26,828 | 134,791 km/h      | –     |

### Rennen
| Pos. | Fahrer             | Konstrukteur       | Runden | Stopps | Zeit        | Start | Schnellste Runde |
| ---- | ------------------ | ------------------ | ------ | ------ | ----------- | ----- | ---------------- |
| 01   | Clay Regazzoni     | Ferrari            | 80     | 0      | 1:53:18,471 | 01    | 1:23,076 (61.)   |
| 02   | Niki Lauda         | Ferrari            | 80     | 0      | + 42,414    | 04    | 1:23,625         |
| 03   | Patrick Depailler  | Tyrrell-Ford       | 80     | 0      | + 49,972    | 02    | 1:23,892         |
| 04   | Jacques Laffite    | Ligier-Matra       | 80     | 0      | + 1:12,828  | 12    | 1:23,683         |
| 05   | Jochen Mass        | McLaren-Ford       | 80     | 0      | + 1:22,292  | 14    | 1:24,109         |
| 06   | Emerson Fittipaldi | Copersucar-Ford    | 79     | 0      | + 1 Runde   | 16    | 1:24,465         |
| 07   | Jean-Pierre Jarier | Shadow-Ford        | 79     | 0      | + 1 Runde   | 07    | 1:24,804         |
| 08   | Chris Amon         | Ensign-Ford        | 78     | 1      | + 2 Runden  | 17    | 1:25,143         |
| 09   | Carlos Pace        | Brabham-Alfa Romeo | 77     | 1      | + 3 Runden  | 13    | 1:24,591         |
| 10   | Ronnie Peterson    | March-Ford         | 77     | 1      | + 3 Runden  | 06    | 1:25,052         |
| –    | Alan Jones         | Surtees-Ford       | 70     | 1      | NC          | 19    | 1:24,614         |
| –    | John Watson        | Penske-Ford        | 69     | 1      | NC          | 09    | 1:24,124         |
| –    | Jody Scheckter     | Tyrrell-Ford       | 34     | 0      | DNF         | 11    | 1:25,279         |
| –    | Tom Pryce          | Shadow-Ford        | 32     | 0      | DNF         | 05    | 1:24,853         |
| –    | Mario Andretti     | Parnelli-Ford      | 15     | 0      | DNF         | 15    | 1:26,622         |
| –    | James Hunt         | McLaren-Ford       | 03     | 0      | DNF         | 03    | 1:27,985         |
| –    | Hans-Joachim Stuck | March-Ford         | 02     | 0      | DNF         | 18    | 1:33,447         |
| –    | Vittorio Brambilla | March-Ford         | 0      | 0      | DNF         | 08    | –                |
| –    | Carlos Reutemann   | Brabham-Alfa Romeo | 0      | 0      | DNF         | 10    | –                |
| –    | Gunnar Nilsson     | Lotus-Ford         | 0      | 0      | DNF         | 20    | –                |

## WM-Stände nach dem Rennen
Die ersten sechs des Rennens bekamen 9, 6, 4, 3, 2 bzw. 1 Punkt(e). Es zählten nur die besten sieben Ergebnisse aus den ersten acht Rennen und die besten sieben Ergebnisse aus den letzten acht Rennen. In der Konstrukteurswertung zählte nur das Ergebnis des bestplatzierten Fahrers eines Teams.

### Fahrerwertung
| Pos. | Fahrer             | Konstrukteur               | Punkte |
| ---- | ------------------ | -------------------------- | ------ |
| 01   | Niki Lauda         | Ferrari                    | 24     |
| 02   | Patrick Depailler  | Tyrrell-Ford               | 10     |
| 03   | Clay Regazzoni     | Ferrari                    | 9      |
| 04   | Jochen Mass        | McLaren-Ford               | 7      |
| 05   | James Hunt         | McLaren-Ford               | 6      |
| 06   | Jody Scheckter     | Tyrrell-Ford               | 5      |
| 07   | Tom Pryce          | Shadow-Ford                | 4      |
| 08   | Hans-Joachim Stuck | March-Ford                 | 3      |
| 09   | Jacques Laffite    | Ligier-Matra               | 3      |
| 10   | John Watson        | Penske-Ford                | 2      |
| 11   | Mario Andretti     | Lotus-Ford / Parnelli-Ford | 1      |
| 12   | Emerson Fittipaldi | Copersucar-Ford            | 1      |
| 13   | Jean-Pierre Jarier | Shadow-Ford                | 0      |
| 14   | Jacky Ickx         | Williams-Ford              | 0      |
| 15   | Vittorio Brambilla | March-Ford                 | 0      |

| Pos. | Fahrer           | Konstrukteur            | Punkte |
| ---- | ---------------- | ----------------------- | ------ |
| 16   | Chris Amon       | Ensign-Ford             | 0      |
| 17   | Renzo Zorzi      | Williams-Ford           | 0      |
| 18   | Carlos Pace      | Brabham-Alfa Romeo      | 0      |
| 19   | Bob Evans        | Lotus-Ford              | 0      |
| 20   | Ronnie Peterson  | Lotus-Ford / March-Ford | 0      |
| 21   | Ingo Hoffmann    | Copersucar-Ford         | 0      |
| 22   | Brett Lunger     | Surtees-Ford            | 0      |
| 23   | Carlos Reutemann | Brabham-Alfa Romeo      | 0      |
| 24   | Michel Leclère   | Williams-Ford           | 0      |
| 25   | Lella Lombardi   | March-Ford              | 0      |
| 26   | Harald Ertl      | Hesketh-Ford            | 0      |
| –    | Ian Ashley       | B.R.M.                  | 0      |
| –    | Gunnar Nilsson   | Lotus-Ford              | 0      |
| –    | Ian Scheckter    | Tyrrell-Ford            | 0      |
| –    | Alan Jones       | Surtees-Ford            | 0      |

### Konstrukteurswertung
| Pos. | Konstrukteur  | Punkte |
| ---- | ------------- | ------ |
| 01   | Ferrari       | 27     |
| 02   | Tyrrell-Ford  | 13     |
| 03   | McLaren-Ford  | 9      |
| 04   | Shadow-Ford   | 4      |
| 05   | March-Ford    | 3      |
| 06   | Ligier-Matra  | 3      |
| 07   | Penske-Ford   | 2      |
| 08   | Parnelli-Ford | 1      |

| Pos. | Konstrukteur       | Punkte |
| ---- | ------------------ | ------ |
| 09   | Copersucar-Ford    | 1      |
| 10   | Williams-Ford      | 0      |
| 11   | Brabham-Alfa Romeo | 0      |
| 12   | Lotus-Ford         | 0      |
| 13   | Surtees-Ford       | 0      |
| 14   | Ensign-Ford        | 0      |
| 15   | Hesketh-Ford       | 0      |
| –    | B.R.M.             | 0      |